# Dwergalk
De dwergalk (Aethia pusilla) is een vogel uit de familie van alken (Alcidae).

## Kenmerken
Het verenkleed is zwart tot bruin op de rug en een witte, gevlekte of zwarte borst. Variaties in de borstkleur bepalen de status. Ze hebben gele ogen en zwarte zwemvliezen. Mannetjes en vrouwtjes hebben kleurrijke snavels, hoornachtige knobbelachtige versieringen en witte gezichtspluimen in de paartijd. Het verenkleed is bij beide geslachten gelijk. De lichaamslengte bedraagt 15 cm en het gewicht 85 gram.

## Leefwijze
Dwergalken zijn planktoneters, met name copepoden, larven van kreeftachtigen en visbroed behoren tot hun dieet.

## Verspreiding en leefgebied
Deze soort komt voor in de noordelijke Stille Oceaan. Populaties zijn inheems in de Verenigde Staten, Rusland en Japan. Incidentele zwervers worden gezien in Canada. Hun leefgebied bestaat uit vlak voor de kust liggende, diepe, pelagische wateren met rotskusten, hellingen en kliffen.

## Voortplanting
Deze gedeeltelijke trekvogels zijn monogame, in kolonies broedende dieren, die kunnen bestaan uit  liefst 100.000 broedparen of meer. Nesten worden gevonden op rotsachtige kusten, eilanden voor de kust, kust puin, en scheuren in kliffen. Nesten worden verborgen onder stenen en worden vaak hergebruikt in de volgende jaren. Dwergalken leggen slechts een ei per keer. Eieren worden gelegd van juni tot augustus en de incubatietijd duurt ongeveer 28 tot 36 dagen. Na ongeveer 26 tot 31 dagen vliegen de jongen uit. Het duurt 3 of meer jaar voordat dwergalken voor de eerste keer broeden. Beide ouders bebroeden om de beurt het ei. Na het uitvliegen, is er verder geen ouderlijke zorg. De gemiddelde levensduur bedraagt ongeveer 4,5 jaar.

## Vijanden
Poolvossen (Vulpes lagopus) en Noorse ratten (Rattus norvegicus, een niet-inheemse soort) zijn belangrijke roofdieren voor dwergalken. Ook mensen behoren tot die categorie. Ze bejagen deze vogels voor het vlees en nu en dan worden ze  gevangen in visnetten.

## Status
De grootte van de populatie is in 2019 geschat op 20 miljoen volwassen vogels. Op de Rode lijst van de IUCN heeft deze soort de status niet bedreigd.